# Rodolphe Ier de Bourgogne
Pour les articles homonymes, voir Rodolphe Ier.
Rodolphe Ier de Bourgogne né vers 859[réf. nécessaire], mort le 25 octobre 912, est roi de Haute-Bourgogne (ou Bourgogne Transjurane) de son élection en 888 à sa mort.

## Biographie
Rodolphe fait partie de la famille des Welfs, il est le fils de Waldrada et de Conrad II, comte d'Auxerre, et duc de Transjurane vers 864/866 en remplacement d'Hucbert.
Dès 872, il possède l'autorité sur l'abbaye Saint-Maurice, dont il est abbé laïc et place un prévôt pour la diriger.
En 876, il hérite des territoires de son père, avec le titre de marquis (marchio).
L'empereur Charles le Gros lui octroie le 15 février 885 une propriété dans le comté de Vaud (« in comitatu Waldense »).
Après que Charles le Gros eut été déposé en novembre 887 et fut mort le janvier suivant, les nobles de Haute-Bourgogne se réunirent à l'abbaye de Saint-Maurice d'Agaune en janvier 888 et proclamèrent Rodolphe roi de Bourgogne. Son territoire inclut Savoie, Valais, Jura, Franche-Comté et Suisse occidentale,.
Au printemps 888 (entre mars et mai), il se fait de surcroît couronner roi de Lotharingie à Toul par l'évêque Arnaud (Arnald). Apparemment, profitant de la légitimité conférée par son élection, Rodolphe affirme ses droits sur l'ensemble de la Lotharingie, prenant la plus grande partie de l'Alsace et de la Lorraine. Mais son ambition est contestée par Arnulf de Carinthie, qui force rapidement Rodolphe à abandonner la Lotharingie en échange de sa reconnaissance en tant que roi de Bourgogne. Dès juin 888 Rodolphe doit laisser Lorraine et Alsace. Malgré cet accord, les hostilités entre Rodolphe et Arnulf semblent continuer avec intermittence jusqu'en 894.

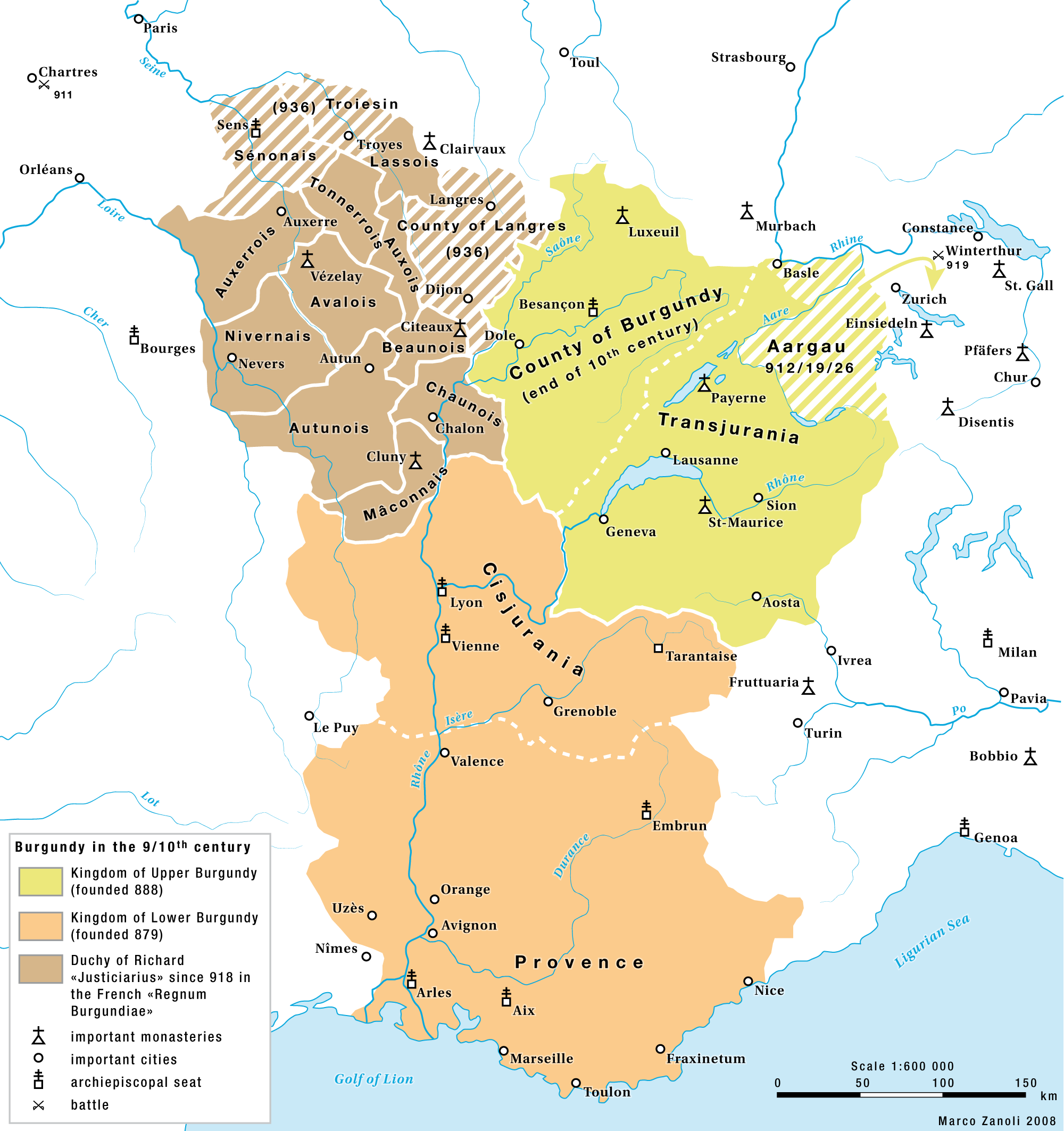
Le royaume de Bourgogne Transjurane (en vert).

Rodolphe entretient de bien meilleures relations avec ses autres voisins. Sa sœur Adélaïde se marie en 887 ou 888 avec Richard le Justicier, duc de Bourgogne.

## Mariage et descendance
Il épouse avant 885 Willa de Provence, fille de Boson de Provence, dont quatre enfants connus (d'où la dynastie rodolphienne) :
- Rodolphe II († fin 937), qui lui succède[1],[7] ;
- Louis († ap. 929), comte en Thurgau[1] ;
- Willa de Bourgogne († ap. 936), qui épouse Boson d'Arles (° 885 - † 936), comte de Vaison, fils de Théobald d'Arles et de Berthe, fille de Lothaire II ; mais est répudiée en 936[1] ;
- Waldrade, qui épouse Boniface († ap. 953), fils du comte Hucbald (de Bologne), marquis et duc de Spolète en 945[1],[8].